# Involverostreptus
Involverostreptus är ett släkte av mångfotingar. Involverostreptus ingår i familjen Spirostreptidae.
Kladogram enligt Catalogue of Life:
| Involverostreptus | \| \| Involverostreptus involutus \| \| \| \| \| \| Involverostreptus schubarti \| \| \| \| |
|                   | \| \| Involverostreptus involutus \| \| \| \| \| \| Involverostreptus schubarti \| \| \| \| |
|                   | Involverostreptus involutus                                                                 |
|                   |                                                                                             |
|                   | Involverostreptus schubarti                                                                 |
|                   |                                                                                             |